# Terminal Paulo da Portela
O Terminal Paulo da Portela ou Terminal Madureira - Paulo da Portela, anteriormente chamado de Terminal de Madureira é uma estação terminal do BRT TransCarioca localizada no bairro de Madureira, no município do Rio de Janeiro.

## Origem do nome do Terminal
O Terminal de Madureira, quando era assim denominado, tinha esse nome devido a sua localização, pois está num ponto central do bairro (ao lado da estação de trem de Madureira). Madureira é uma homenagem ao lavrador e criador de gado Lourenço Madureira, que no século XIX trabalhava na Fazenda do Campinho, situada na região.
Após as reformas do Terminal visando o recebimento do BRT TransCarioca, o Decreto 38.688 de 15 de maio de 2014 mudou o nome do local para Terminal Paulo da Portela. Paulo Benjamin de Oliveira, mais conhecido como Paulo da Portela, foi sambista e compositor. Ajudou a fundar e desenvolver a GRES Portela e reconstruir a imagem que o sambista tinha, de malandro e vagabundo para artista com respeito. Foi o primeiro presidente da GRES Portela, eleito Cidadão do Samba (em 1937), inspirou a criação do personagem Zé Carioca e homenageado em 1984, junto com outros baluartes, pela mesma agremiação. Morreu em 1949, aos 47 anos.

## Localização
O Terminal Paulo da Portela é localizado entre importantes vias do bairro, sendo estas a Rua Ângelo Dantas (que liga o bairro a Cascadura), Rua Padre Manso (recebe o tráfego do bairros de Jacarepaguá, Vila Valqueire e Campinho) e o Viaduto Negrão de Lima, importante ligação entre do Mercadão de Madureira e das vias de seu entorno com o restante do bairro e com os bairros de Irajá, Vaz Lobo, Vicente de Carvalho, Penha, Rocha Miranda, Turiaçu e outros.
O Terminal está em frente a Estação ferroviária de Madureira, Posto de Saúde Municipal Alberto Borgeth, Colégio e Curso Martins, Shopping Tem Tudo e Praça Armando Cruz. Ainda se localiza ao lado do Colégio Pensi e próximo a uma filial do Supermercado SuperRede e diversos estabelecimentos comerciais.

## Acessos
Existem três acessos ao Terminal Paulo da Portela. Sejam os seguintes:
- Rua Padre Manso, ao lado do Colégio Pensi e em frente ao Posto de Saúde Alberto Borgeth
- Acesso de pedestres localizada em frente ao acesso do Viaduto Negrão de Lima à Rua Padre Manso (em baixo do Viaduto Silas de Oliveira e ao lado direito do Viaduto Negrão de Lima)
- Praça Armando Cruz (junto ao Viaduto Negrão de Lima), próximo ao Shopping Tem Tudo

## Serviços existentes e horário de funcionamento
Segundo o site oficial da administradora do BRT, existem as seguintes linhas (serviços) que atendem a estação:
- 35 — Terminal Alvorada x Madureira (Parador): das 04h às 23h (de segunda a domingo)
- 35A — Terminal Jardim Oceânico x Madureira (Parador): das 04h às 23h (de segunda a sexta)
- 40A — Terminal Alvorada x Madureira (Expresso): das 5h às 10h e das 15h às 20h (de segunda a sexta); das 5h às 20h05 (nos sábados)
- 41 — Madureira x Terminal Recreio (Expresso): das 5h às 20h15 (de segunda a sexta)

No período entre 00h e 04h, o terminal fica fechado, sendo atendido pela Estação Madureira (Manaceia) (no viaduto Silas de Oliveira).

## Integrações

### Supervia
Por estar localizada em frente a estação ferroviária Madureira, o Terminal Paulo da Portela realiza integração com a mesma. É a única do sistema (incluindo o BRT TransOeste) que faz a conexão com os ramais de Deodoro e Japeri. Também realiza conexão com o ramal de Santa Cruz. Para se chegar a Estação de Madureira da Supervia é preciso usar a travessia de pedestres sobre a Rua Ângelo Dantas e andar pela passarela localizada ao fim da travessia até o mezanino da Estação. Abaixo há uma pequena descrição dos ramais que passam na Estação Madureira:
| Linha      | Terminais                      | Comprimento (km) | Estações | Duração | Funcionamento                                                                                        |
| ---------- | ------------------------------ | ---------------- | -------- | ------- | --- |
| Deodoro    | Central do Brasil ↔ Deodoro    | 23               | 19       | 38 min. | Dias úteis: 04h20 – 23h20; Sábados: 06h00 – 21h00; Domingos: 06h00-21h50; Feriados: 06h15 – 19h20    |
| Santa Cruz | Central do Brasil ↔ Santa Cruz | 54,75            | 24       | 77 min. | Dias úteis: 03h30 – 22h15; Sábados: 04h30 – 19h30; Domingos: 05h00 – 19h30; Feriados: 05h00 – 19h30. |
| Japeri     | Central do Brasil ↔ Japeri     | 61,75            | 20       | 81 min. | Dias úteis: 03h30 – 00h25; Sábados: 04h30 – 21h45; Domingos: 05h10 – 21h45; Feriados: 05h10 – 21h45. |

### Linhas alimentadoras
Nas imediações do Terminal, pela sua localização e proximidade com diversas linhas de ônibus, não foi construído um Terminal para integração com as linhas alimentadores. A integração é realizada nos pontos de ônibus no entorno do Terminal (Ruas Padre Manso e Ângelo Dantas e Praça Armando Cruz).
1. ↑  BRT Rio (22 de julho de 2014). «BRT TransCarioca chega a Madureira neste sábado». BRT Rio. Consultado em 18 de setembro de 2014
2. ↑  Prefeitura da Cidade do Rio de Janeiro. «Madureira». Prefeitura da Cidade do Rio de Janeiro. Consultado em 14 de setembro de 2014
3. ↑  Prefeitura Municipal do Rio de Janeiro (21 de maio de 2014). «ADEMIRJ - Desenvolvimento Urbano». ADEMIRJ. Consultado em 14 de setembro de 2014
4. ↑  «Terminal Paulo da Portela». mobi-rio.rio.br. Consultado em 15 de junho de 2022
5. ↑  «Linhas». mobi-rio.rio.br. Consultado em 15 de junho de 2022